# Торрес, Хуан Хосе
Хуан Хосе Торрес Гонсалес (исп. Juan José Torres González; 5 марта 1920, Кочабамба, Кочабамба, Боливия — 2 июня 1976, Сан-Андрес-де-Хилес, Буэнос-Айрес, Аргентина) — боливийский военный и государственный деятель, президент Республики Боливия (1970—1971).

## Биография
Родился в бедной семье, многие его предки принадлежали к народу аймара. Метис. Его отец погиб во время Чакской войны, ему пришлось взять на себя ответственность, как старшему, за 5 своих младших братьев. Окончил Военную академию, затем, 20 декабря 1941 года, Военное училище им. Гуальберто Вильярроэля (в звании младшего лейтенанта артиллерии).
Впоследствии дослужился до звания генерала.
- 1964—1965 гг. — военный атташе посольства в Бразилии,
- 1965—1966 гг. — посол в Уругвае,
- 1966—1967 гг. — министр труда в военном правительстве Альфредо Овандо,
- 1967—1968 гг. — начальник генерального штаба боливийских вооруженных сил,
- 1968—1969 гг. — постоянный секретарь Высшего совета национальной обороны, разработавшего основные линии политического развития страны, которые были приняты в качестве государственной программы. Торрес являлся автором «Революционной миссии вооруженных сил» (Mandato Revolucionario de las Fuerzas Armadas), программной платформы военного правительства в 1969 г. и вместе с Хосе Ортиса Меркадо — «Социально-экономической стратегии национального развития», которая начала активно осуществляться во время его собственного президентства. После обнародования разработанной Торресом «Второй революционной миссии вооруженных сил» была национализирована американская нефтяная компания «Bolivian Gulf Oil Company» (с выплатой компенсации).

В 1970 года назначен Верховным главнокомандующим вооруженными силами, на этом посту обеспечивал контроль над лояльностью военных к реализации политики президента Овандо. В отличие от большинства военных руководителей того времени придерживался левых политических взглядов, что во многом было обусловлено его происхождением.
6 октября 1970 года в стране вспыхнул реакционный военный путч, президент А. Овандо посчитал, что шансов удержаться у власти у него нет и укрылся в одном из посольств. Однако верные действующему руководству войска под командованием Торреса и при поддержке большей части населения, после кровопролитных сражений в разных городах, на следующий день нанесли поражение путчистам. Президент Овандо добровольно передал свои полномочия Торресу.

## Президентство
В своём первом обращении к народу в качестве главы государства заявил, что будет содействовать союзу вооружённых сил с народом и строить нацию на четырёх столпах: рабочих, учёных, крестьян и военных. Одновременно обещал не навязывать силой националистически-революционное правительство и защищать природные ресурсы, при необходимости ценой собственной жизни.
Во время своего краткого, чуть более десяти месяцев президентства, политик принял важные решения о национализации большей части горнодобывающей отрасли, всей сахарной промышленности, выдворении из Боливии представителей американского Корпуса Мира, закрытии Центра стратегических коммуникаций США (известного как «Гуантанамито», «маленькая Гуантанамо»), повышении социальных расходов бюджета, значительном увеличении бюджета университетов. В ходе широкой амнистии были освобождены бывшие партизаны (включая Режи Дебре и Сиро Бустоса из геваристской Армии национального освобождения). Было принято решение о создании Корпорации развития (Corporación де Desarrollo) как инструмента развития государственных банковского и промышленного секторов, увеличена заработная плата шахтёров.
Он также попытался создать модель для укрепления и углубления демократии в стране с непосредственным участием населения через плебисцит, формированием Государственного совета и Национального собрания с различными формами представительства в нём. Для этого во время его правления была подготовлена «Политическая конституция государства – Революционного правительства Республики Боливия – 1971». Его решение о создании Народной ассамблеи, в которую вошли представители «пролетарских профессий» столкнулось с сопротивлением правых политических кругов. Более неожиданной для Торреса была оппозиция левого крыла ассамблеи (в основном, троцкистской РРП) и её лидера – вернувшегося из-за вынужденной эмиграции профсоюзного деятеля и бывшего вице-президента троцкиста Хуана Лечина, предпринявшего попытку создать на её базе альтернативное правительство с опорой на профсоюзы и местные народные собрания. В итоге администрация Торреса балансировала между усилением ультралевых и растущим напряжением правых политических кругов, поддерживавшихся американской администрацией Ричарда Никсона. Всемирный банк и Межамериканский банк развития отказали в предоставлении займов, необходимых для развития промышленности, а посол США Э. Сиракьюза (активно участвовавший в 1954 г. перевороте против Хакобо Арбенса в Гватемала и высланный в 1968 г. из Перу как сотрудник ЦРУ, пытавшийся влиять на левое правительство Х. Веласко Альварадо), угрожал финансовыми санкциями со стороны США в случае неизменения политики.
В начале 1971 года пережил попытку военного переворота, после которой его руководитель, Уго Бансер, бежал в Аргентину.
Его внешняя политика характеризовалась как плюралистическая и с уважением к самоопределению. Наблюдалось сближение с Чили Сальвадора Альенде и большой прогресс в переговорах по выходу к Тихому океану.

## Последние годы
21 августа 1971 года в стране вновь произошёл военный переворот, который возглавил Уго Бансер при поддержке США, руководства Бразилии и части немецкой колонии в стране. После поражения год назад военные действовали с особой жестокостью, сломив в ходе трёхдневных боёв сопротивление части армии и народа. Торрес эмигрировал сначала в Перу, затем — в Чили. Там он издал свой политический манифест: «Боливия: Национальная динамика и освобождение» («Bolivia: Dinámica Nacional y Liberación»). В мае 1973 года он был одним из основателей Альянса национальных левых (ALIN). Перебравшись в Аргентину, он не покинул страну после военного переворота генерала Хорхе Виделы.
В ходе операции «Кондор» был похищен по дороге в парикмахерскую и убит 1 июня 1976 года в провинции Буэнос-Айрес аргентинским «Эскадроном смерти». Его тело с завязанными глазами и пулей в голове было найдено на следующий день в 120 км от Буэнос-Айреса. Позже в ходе расследования были выявлены все причастные к этому преступлению, включая лично У. Бансера.
Режим Бансера запретил репатриацию его останков в Боливию, до 1983 г. они находились в Мексике, после чего были перевезены на родину при правительстве Эрнана Силеса Суасо и захоронены в склепе «Мемориала Национальной Революции» в Ла-Пасе рядом с национальными героями страны Херманом Бушем и Гуальберто Вильярроэлем.